# Estadio Nacional de Críquet de Granada
El Estadio nacional de críquet (en inglés: National Cricket Stadium) anteriormente conocido como Parque de la Reina (Queen's Park), es el nombre de un complejo de críquet en River Road, en el país caribeño de Granada que fue una sede para la Copa Mundial de Críquet de 2007. Se convirtió en el lugar de prueba 84 en 2002, cuando se celebró su primer partido entre las Indias Occidentales y Nueva Zelanda.
Después de haber sido reconstruido en el 2000, el nuevo complejo se dañó en octubre de 2004 como resultado directo del huracán Iván, pero sería remodelado posteriormente con ayuda de China.